# Fu Niu Lele
Fu Niu Lele (chino simplificado: 福牛樂樂, "La vaca feliz") (15 de julio de 2003) fue la mascota elegida para representar los Juegos Paralímpicos de Pekín 2008.
El 6 de septiembre de 2006, fue presentada en sociedad con una gran ceremonia a los pies de la sección Badaling de la Gran Muralla, para conmemorar la cuenta regresiva de dos años de cara a la ceremonia de apertura de los Juegos.

## El símbolismo de la vaca en la cultura china
Fu Niu Lele debe su inspiración a la cultura de ganadería de la antigua civilización china, cultura en la que además las vacas son consideradas animales con buenos auspicios para atraer al buen tiempo y buenas cosechas.
La vaca, símbolo del espíritu realista, práctico, diligente, incondicional y permanente, se adaptan para mostrar el espíritu constante de los deportistas con discapacidad en llegar lo más lejos posible. Encaja a la perfección con el espíritu optimista de los Paralímpicos y el concepto de "Trascendencia, Igualdad e integración" de los Juegos Paralímpicos de Pekín.
El espíritu determinado, optimista y diligente de la vaca refleja una actitud positiva hacia la vida. Los Juegos Paralímpicos llaman a las personas con discapacidad a disfrutar de los mismos derechos, a competir en el deporte como cualquier otra persona, y a conseguir la calidad deportiva e inspirar y excitar al Mundo, desarrollando así su fuerza para añadir vigor y vitalidad al progreso social. 
Fu Niu Lele invita a la gente de todo el mundo a ir a Pekín, disfrutar del esplendor de los Juegos Paralímpicos y a disfrutar del deporte paralímpico del más alto nivel.